# Азазель (телефільм)
«Азазель» — російський телесеріал 2002 року. Екранізація першої книги Бориса Акуніна про пригоди російського слідчого Ераста Фандоріна. Серіал складається з чотирьох серій.

## Сюжет
Молодий секретар Розшукового відділення Москви, якого звати Ераст Петрович Фандорін, розпочинає розслідування загадкового самогубства одного багатого молодика. Чим далі Фандорін занурюється у цю справу тим більше він розуміє, що за цим суїцидом стоїть ціла організація, члени якої колишні вихідці естернатів, притулків для бідних сиріт, які відкрила по всьому світу англійська міледі. Також Фандоріну стає зрозумілим, що ця організація ні перед чим не зупиниться, щоб сховати свої сліди.

## У ролях
- Ілля Носков — Ераст Петрович Фандорін
- Сергій Безруков — Іван Францевич Бріллінг
- Марина Александрова — Лізонька фон Еверт-Колокольцева
- Олег Басилашвілі — генерал Мізінов
- Сергій Чонішвілі — Іполит Олександрович Зуров
- Марина Нейолова — леді Естер
- Юрій Авшаров — лакей Георг
- Фелікс Антипов — Ксаверій Грушин
- Лариса Борушко — Амалія Казимирівна Бєжецька
- Дмитро Бурханкін — Кокорін
- Валентин Голубенко
- Євген Гришковець — Ахімас
- Василь Купріянов
- Іван Моховиков
- Олександр Орловський
- Кирило Пирогов — студент Микола Степанович Ахтирцев
- Олександр Пожаров
- Ева Шикульська — фрейлен Пфуль
- Валентин Самохін — студент Ішимов

## Знімальна група
- Сценарист: Борис Акунін
- Режисер: Олександр Адабаш'ян
- Художник-постановник: Юрій Осипенко
- Оператор-постановник: Павло Лєбешев
- Композитор: Володимир Дашкевич
- Виконавчий продюсер: Леонід Верещагін
- Продюсери: Костянтин Ернст, Анатолій Максимов